# Hernán Garrón Salazar
Hernán Garrón Salazar (Costa Rica, 3 de julio de 1917-ídem, 31 de mayo de 1992) fue un político costarricense.

## Biografía
Hijo de Eugenio Garrón Lermitte y Margarita Salazar Alvarado. Fue Director Ejecutivo del Banco Nacional de Costa Rica y luego Presidente, ejerció la cartera de Ministro de Industrias en la administración Orlich, Ministro de Agricultura y Ganadería en la administración Oduber y de Seguridad en la primera administración Arias, fue también Presidente Ejecutivo de la Refinadora Costarricense de Petróleo, directivo del Consejo Nacional de Producción, de la Caja Costarricense de Seguro Social y del Instituto Costarricense de Acueductos y Alcantarillados y Gerente de la Junta de Administración Portuaria y de Desarrollo Económico de la Vertiente Atlántica.
Fue diputado en los períodos 1958-1962, 1966-1970 y 1982-1986, habiendo ejercido la presidencia de la Asamblea Legislativa en 1967 y 1982. En lo privado fue director del periódico La República.